# Хендрикс (окръг, Индиана)
Окръг Хендрикс (на английски: Hendricks County) е окръг в щата Индиана, Съединени американски щати. Площта му е 1059 km², а населението - 104 093 души (2000). Административен център е град Данвил.